# Оскан-Кларк, Шелайна
Шела́йна О́скан-Кларк (англ. Shelayna Oskan-Clarke; род. 20 января 1990, Сандерленд, Великобритания) — британская легкоатлетка, специализирующаяся в беге на 800 метров. Финалистка чемпионата мира. Чемпионка Великобритании (2016). Участница летних Олимпийских игр 2016 года.

## Биография
В лёгкую атлетику пришла в 14 лет по совету своего школьного учителя физкультуры. В 2008 году выиграла чемпионат Англии среди школьников в беге на 400 метров и участвовала в юношеских Играх Содружества в Индии. После поступления в лондонский Университет Брунеля тренировалась под руководством Роджера Хьюза, отдавая предпочтение бегу на один круг. Долгое время ей не удавалось улучшить свой результат на этой дистанции, чтобы быть конкурентоспособной на национальном уровне. Поэтому с 2013 года Шелайна (сменившая тренера на Айо Фалолу) начала делать ставку на бег на 800 метров. Смена специализации пошла на пользу: бронза национального чемпионата в первый же год.
В шаге от победы Шелайна оставалась в следующие 2 года, завоевав три серебряные медали чемпионатов Великобритании. На зимнем чемпионате Европы 2015 года состоялся её взрослый международный дебют, который не принёс особенного успеха. Оскан-Кларк заняла третье место в забеге и не пробилась в полуфинал. Тем не менее, её личный рекорд не стоял на месте. В июле 2015 года она пробежала 800 метров за 2.00,60. Спустя всего месяц она улучшила его почти на 2 секунды. В полуфинале чемпионата мира Шелайна впервые в карьере преодолела рубеж в 2 минуты — 1.58,86 — и вышла в решающий забег. В финале она была близка к этому времени (1.58,99) и заняла высокое 5-е место.
В 2016 году впервые в карьере стала чемпионкой страны и была включена в команду на Олимпийские игры в Рио-де-Жанейро. В Бразилии она показала в полуфинале свой лучший результат сезона (1.59,45), но ей не хватило 0,4 секунды, чтобы отобраться в решающий забег.
Параллельно с тренировками и учёбой в университете (в области спортивной науки) Шелайна также работала в магазине спортивной одежды. В настоящее время дважды в неделю тренирует молодых спортсменов. На любительском уровне играет в хоккей на траве.

## Основные результаты
| Год  | Турнир                       | Место проведения         | Дисциплина | Место       | Результат |
| ---- | ---------------------------- | ------------------------ | ---------- | ----------- | --------- |
| 2015 | Чемпионат Европы в помещении | Прага, Чехия             | 800 м      | 14-е (заб.) | 2.05,08   |
| 2015 | Чемпионат мира               | Пекин, Китай             | 800 м      | 5-е         | 1.58,99   |
| 2016 | Олимпийские игры             | Рио-де-Жанейро, Бразилия | 800 м      | 10-е (1/2)  | 1.59,45   |